# مایکل مک‌کارتی (دوچرخه‌سوار)
مایکل مک‌کارتی (انگلیسی: Michael McCarthy؛ زادهٔ ۲۰ ژوئن ۱۹۶۸) ورزشکار دوچرخه‌سواری پیست اهل ایالات متحده آمریکا است.
وی در مسابقات کشوری و بین‌المللی در مجموع برندهٔ ۲ مدال طلا، ۱ مدال برنز شده‌است.